# Hydrolagus novaezealandiae
Hydrolagus novaezealandiae is een vis uit de familie kortneusdraakvissen. De vis komt voor in  de Grote Oceaan met name de open wateren rond Nieuw-Zeeland.De soort komt voor op diepten van 32 tot 800 m, maar wordt meestal aangetroffen tussen de 150 tot 500 m. De vis kan een lengte bereiken van 80 cm.